# 湊橋 (土佐堀川)

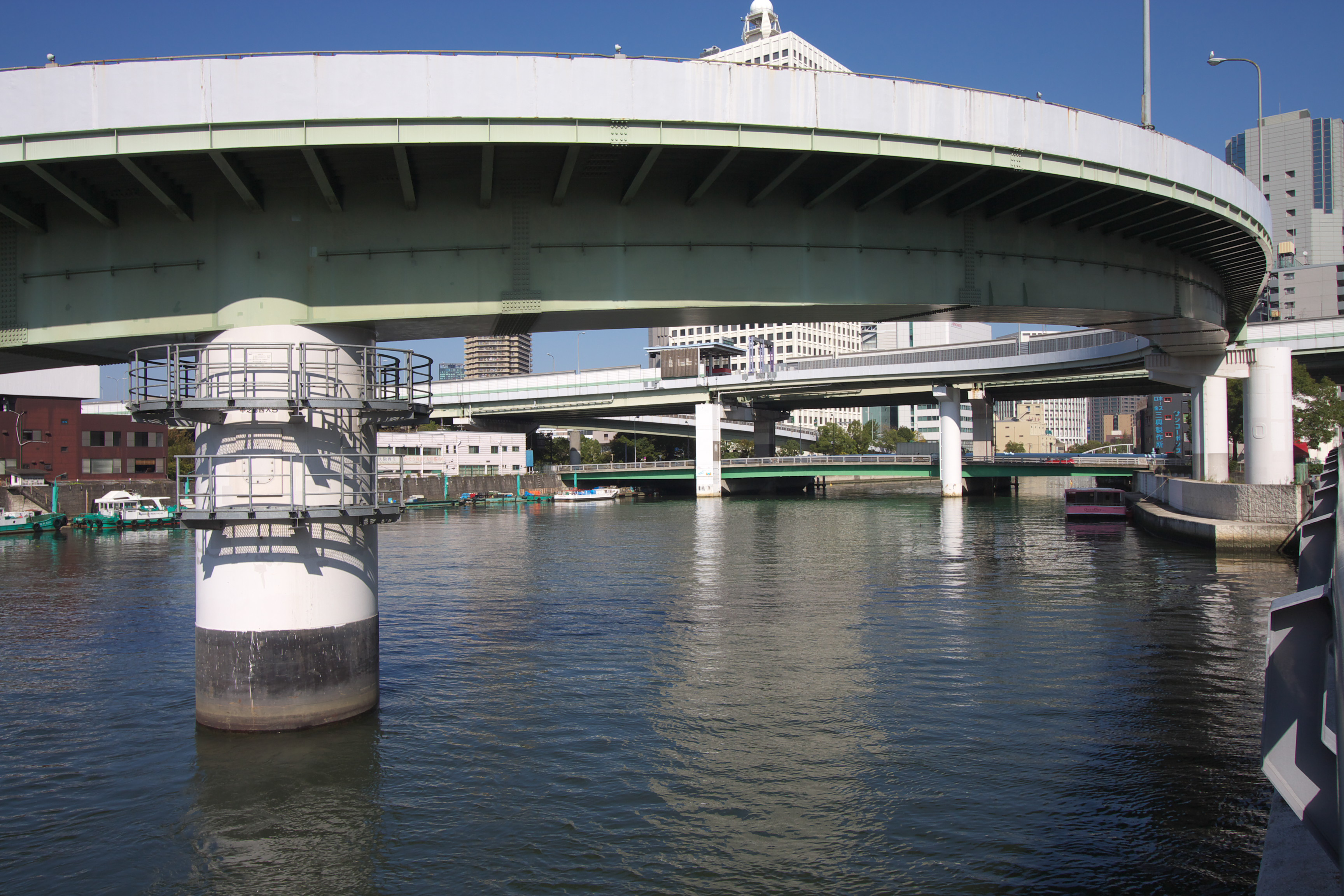
湊橋（奥・下）と阪神高速3号神戸線中之島西入口の入路（手前）

湊橋（みなとばし）は、大阪市北区中之島6丁目と大阪市西区土佐堀3丁目を結ぶ、土佐堀川に架かる新なにわ筋（大阪府道29号大阪臨海線）の橋。

## 歴史
貞享・元禄年間に行われた堂島新地の開発の際に中之島の西端部にも新築地が形成され、その際に架橋された。また、新築地は当橋の名を取って湊橋町と名付けられ、1872年（明治5年）の町名改編まで存在した。
もとの架橋地点は少し上流側だったが、更正第一次都市計画事業による江戸堀福島線の敷設に伴って、まず、当橋と対になる上船津橋（堂島川）が1936年（昭和11年）に架橋され、当橋も1940年（昭和15年）に現在の位置に架け替えられた。
その後、新なにわ筋の一部区間として拡幅されることとなり、1982年（昭和57年）に現在の橋に架け替えられた。上流側（南行き）・下流側（北行き）とも幅員約17mで架橋され、頭上に阪神高速3号神戸線が通る二層構造となっており、橋脚基礎を共有している。また、ひとつ下流側の橋である端建蔵橋の北東袂から阪神高速3号神戸線中之島西入口の入路が土佐堀川上で半円を描いて当橋の下流側まで伸びている。

## 仕様
- 桁橋
- 橋長54.50m、幅17.35m×2本

## 小説「泥の河」舞台の地
湊橋の南西袂には、小説家の宮本輝のデビュー作である「泥の河」の一節が刻まれている石碑がある。かつて橋のたもとには宮本の父親が営んでいた中華料理店があり、宮本も9歳まで同地で過ごした。「泥の河」はその時の体験を元に書かれたもので、物語の中には「湊橋」の地名も登場する。
小説「泥の河」舞台の地碑は宮本の母校である追手門学院大学の同窓生や、地元の江戸堀連合振興町会の呼びかけで建立されたもので、2011年6月5日に除幕式が開かれた。

## 周辺情報
- 土佐堀橋 （土佐堀川 ひとつ上流の橋）
- 端建蔵橋 （土佐堀川 ひとつ下流の橋）
- 中之島

## 交通アクセス

### バス
- 大阪シティバス 53系統船津橋停留所または土佐堀三丁目停留所下車

### 鉄道
- 地下鉄千日前線・中央線 阿波座駅 徒歩8分